# ASEA
ASEA, acronimo più noto di Allmänna Svenska Elektriska Aktiebolaget, era un'impresa industriale svedese. Nel 1988 si fuse con la società svizzera Brown, Boveri & Cie dando origine alla ABB. ASEA continua ad esistere ma solo come holding con il controllo del 50% di ABB Group.

## Storia

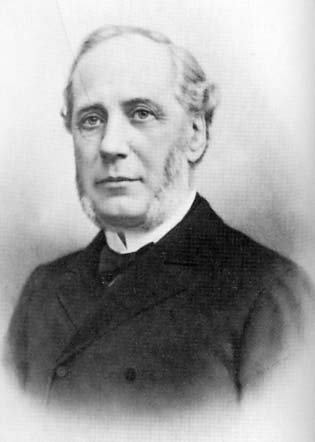
Ludwig Fredholm, il fondatore

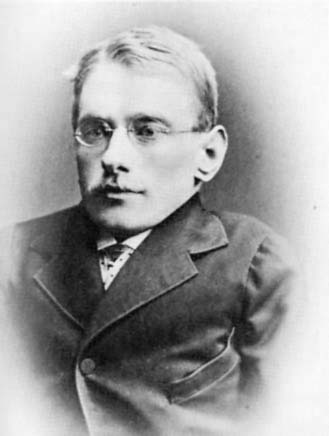
Jonas Wenström l'eclettico progettista

Logo ASEA usato fino al 1933

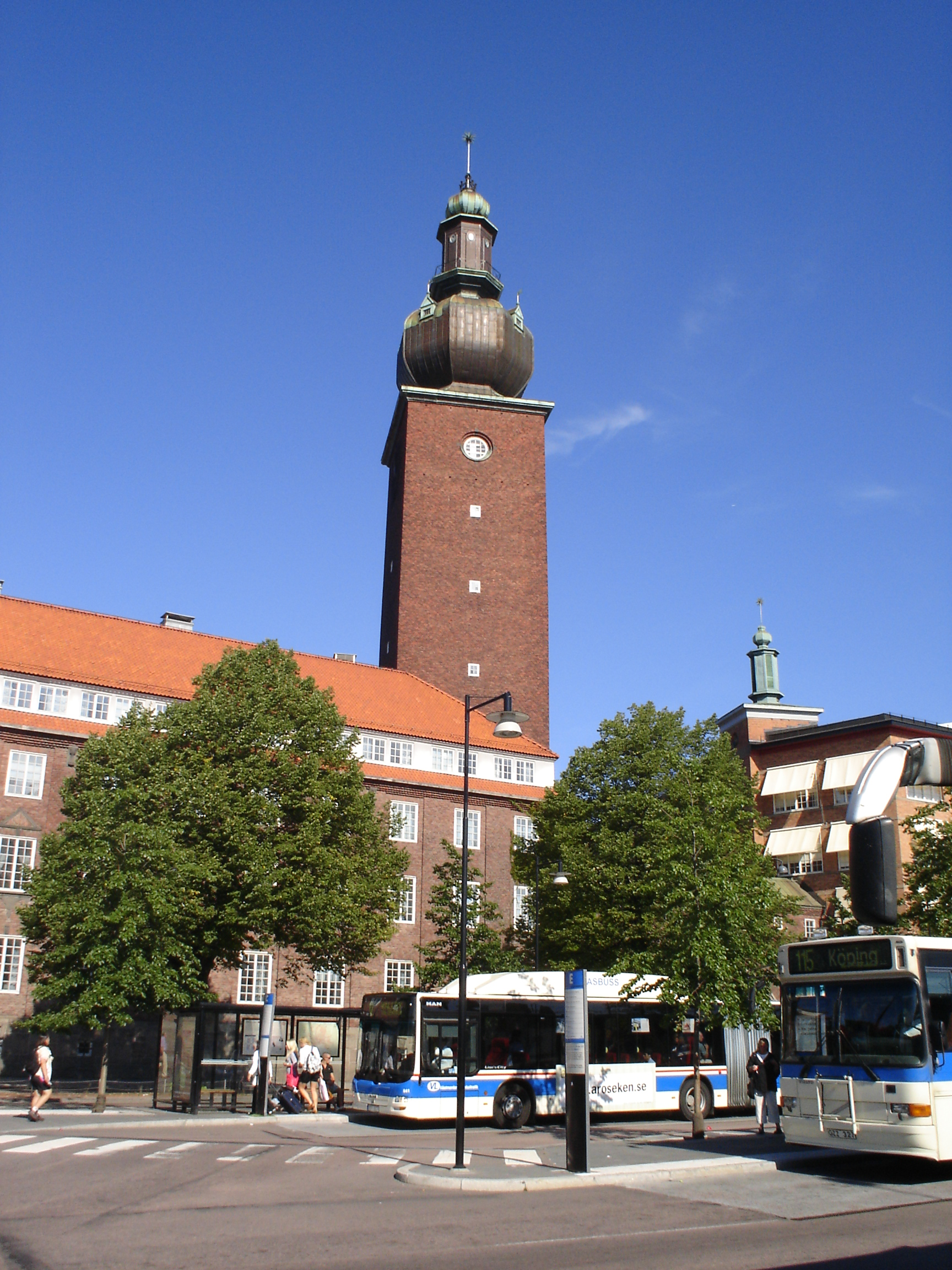
Sede centrale ASEA a Västerås

La società fu fondata il 17 gennaio 1883 da Ludvig Fredholm, a Stoccolma come fabbrica di dispositivi di illuminazione e generatori di elettricità con il nome di Elektriska Aktiebolaget. Nel corso del suo progetto aveva incontrato l'ingegnere Göran Wenström il cui fratello Jonas Wenström aveva sviluppato un suo progetto di dinamo che fu brevettato nel 1882.
I primi locali per la fabbricazione di dinamo vennero affittati nella località di Arboga. Il primo grande ordine, nel 1888-1889, fu la realizzazione dell'illuminazione pubblica nella città di Västerås. Göran e l'ingegnere Gustaf Abraham Granström iniziarono a diversificare le loro attività e in seguito alla riluttanza di Fredholm, nel 1889, fondarono la "Wenstroms & Granstroms Elektriska Kraftbolag".
Qualche anno dopo tuttavia avvenne la fusione dell'impresa di Fredholm con la Wenströms & Granströms; il nome venne cambiato in Allmänna Svenska Elektriska Aktiebolaget (tradotto letteralmente in "Compagnia generale svedese di elettricità ") abbreviato comunemente in ASEA; la sede venne trasferita a Västerås.
Nella prima metà del XX secolo ASEA sviluppò tecnologie per la trasmissione di corrente continua ad alta tensione. La tappa successiva fu l'elettrificazione della rete ferroviaria svedese e la progettazione e produzione di locomotive elettriche, tram e treni.
Nel corso degli anni cinquanta avviò un settore per lo sviluppo di tecnologie del nucleare e produsse reattori nucleari nel 1968.
Il 15 febbraio 1953, Erik Lundblad creò il primo diamante sintetico mediante sintesi ad elevata pressione e temperatura.
ASEA ebbe una posizione dominante sulla struttura dell'industria elettrica in Svezia. Nel 1987, ultimo anno come società indipendente, ASEA registrò ricavi per 52 miliardi di corone svedesi (circa 5,7 miliardi di euro) con 77.000 persone occupate. Il suo azionista di maggioranza era la famiglia Wallenberg.

### Alcune date importanti
- 1889 - Jonas Wenström costruisce generatori, motori e trasformatori trifase.
- 1933 - Viene rimossa dal logo la svastica in quanto adottata dal Nazismo.
- 1953 - ASEA crea il primo diamante industriale.
- 1954 - Progetto HVDC Gotland, primo sistema statico a corrente continua ad alta tensione.
- 1960 - ASEA costruisce 9 dei 12 reattori nucleari della Svezia.
- 1974 - ASEA introduce la "robotizzazione".
- 1987 - Acquisto della finlandese Oy Strömberg Ab.
- 1988 - Fusione con Brown, Boveri & Cie.